# جاكوب بي. جاكسون
جاكوب بي. جاكسون (بالإنجليزية: Jacob B. Jackson)‏ هو محامي وسياسي أمريكي، ولد في 6 أبريل 1829 في باركرسبورغ في الولايات المتحدة، وتوفي بنفس المكان في 11 ديسمبر 1893. حزبياً، نشط في الحزب الديمقراطي. وقد انتخب حاكم فرجينيا الغربية ‏ (4 مارس 1881 – 4 مارس 1885).